# Дарко Бодул
Дарко Бодул (нім. Darko Bodul, хорватська вимова: [dǎːrko bôːdul];, нар. 11 січня 1989, Сараєво) — австрійський та хорватський футболіст, нападник клубу «Шахтар» (Солігорськ).

## Клубна кар'єра

### Юнацькі команди
Народився 11 січня 1989 року в місті Сараєво. На початку 90-х років, під час громадянської війни в Боснії, Дарко разом зі своєю матір'ю, братом і сестрою переїхали жити в австрійський Відень. Саме у Відні Дарко почав займатися футболом у місцевій команді «Фортуна», а потім Бодул перейшов в один з найстаріший клуб Австрії, віденський «Ферст Вієнна». Вже тоді молодого нападника запримітили багато європейських клубів, такі як «Баварія», «Блекберн Роверс» і «Геренвен».
Саме від нідерландського клубу Дарко прийняв пропозицію, і в 16 років переїхав на північ Нідерландів. Бодул досить швидко став вільно говорити місцевою мовою, а потім став справжнім лідером молодіжного складу «Геренвена». Кілька нідерландських клубів хотіли отримати Дарко, але в підсумку гравець дістався амстердамському «Аяксу», причому абсолютно безкоштовно, оскільки «Геренвен» забув підписати контракт з молодим форвардом. 17 липня 2008 року Дарко уклав з «Аяксом» контракт на один рік, з можливістю його продовження до 30 червня 2011 року.

### Виступи у Нідерландах
У складі «Аякса» Дарко дебютував 8 лютого 2009 року в гостьовому матчі чемпіонату Нідерландів проти «Вітесса». На полі 20-річний футболіст з'явився відразу після перерви, замінивши півзахисника Урбі Емануелсона. Матч завершився розгромною поразкою амстердамців з рахунком 4:1; єдиний гол у складі «Аякса» був на рахунку Луїса Суареса. Незабаром після цієї гри Бодул опинився у лазареті з травмою щиколотки і більше не міг зіграти до кінця сезону.

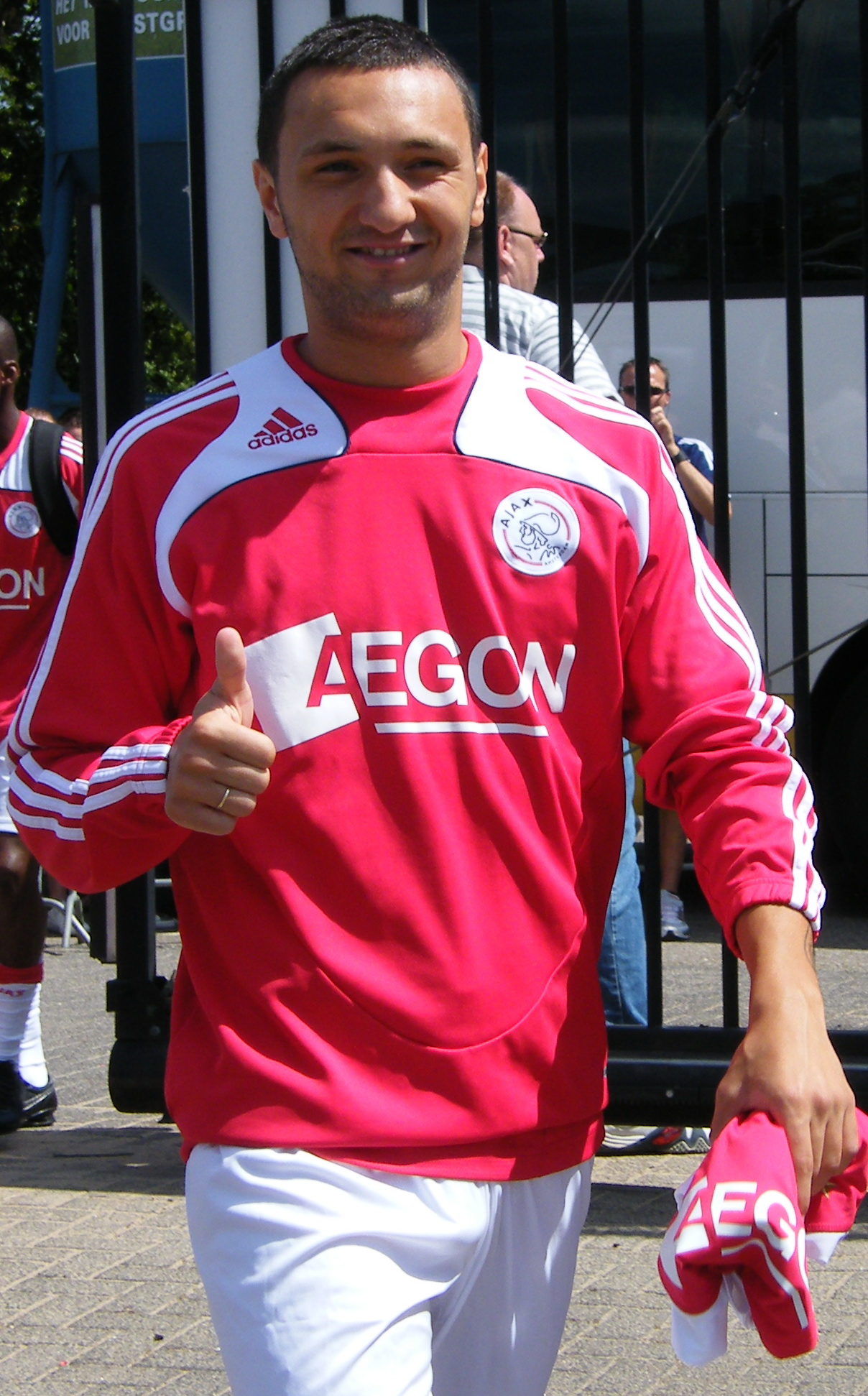
Дарко_Бодул під час виступів за «Аякс». 2009 рік.

У середині липня 2009 року новий тренер «Аякса» Мартін Йол заявив, що Дарко буде відданий в оренду. Йол також сказав: «Дарко має величезний потенціал, але він ще занадто молодий. Для гравця його віку дуже важливо мати ігрову практику. Таким чином ми готові віддати його в оренду». На початку серпня 2009 року в послугах Бодула зацікавилася роттердамська «Спарта».
Наприкінці серпня 2009 року «Аякс» мав намір віддати Дарко в оренду на один сезон в клуб другого дивізіону «Гарлем», куди на початку серпня був відданий інший молодий нападник амстердамців Едгар Манучарян. Однак Дарко сам відмовився від можливого переходу в «Гарлем», оскільки хотів грати за клуб вищого дивізіону. 31 серпня він був відданий в оренду на один сезон роттердамській «Спарті».
Бодул дебютував у «Спарті» 13 вересня 2009 року в грі проти «Валвейка» (1:0), в якій його замінили на 60-й хвилині. 19 грудня 2009 року Бодул забив свій перший і єдиний гол за «Спарту» у виїзній грі проти «Валвейка» (1:4). Загалом він зіграв 24 матчі за цей клуб і влітку 2010 року повернувся в «Аякс». Незважаючи на те, що у амстердамському клубі він був заявлений перед сезоном 2010–11 під 31 номером, він лише одного разу потрапив у заявку на матч і жодного разу не виходив на поле, граючи лише у дублі з Сок Хьон Джуном, через що йому було дозволено покинути клуб в кінці року після того, як йому повідомив головний тренер Франк де Бур, що контракт Бодула влітку не буде поновлений.

### Подальші роки
31 січня 2011 року Бодул став гравцем португальського клубу «Насьонал», де дограв сезон. Після цього у червні 2011 року Дарко перебував на перегляді в австрійському «Штурмі» (Грац). 22 липня хорватський форвард з австрійським паспортом підписав зі «Штурмом» однорічний контракт з можливістю продовження ще на один сезон. У новій команді він дебютував 3 серпня в матчі кваліфікаційного раунду Ліги чемпіонів проти грузинського «Зестафоні», вийшовши на заміну. У чемпіонаті Австрії першу гру Бодул провів 13 серпня в матчі з віденським «Рапідом» (1:0); «Штурм» здобув перемогу на останній хвилині і завдав першої в сезоні поразки «Рапіду». У першому сезоні Бодул був серед основних бомбардирів, забивши 11 голів у 28 матчах чемпіонату, але у другому не зумів забити жодного, через що під час зимового трансферного вікна на початку 2013 року Дарко перейшов у данський клуб «Оденсе». Граючи у складі «Оденсе» також здебільшого виходив на поле в основному складі команди. На кінець сезону 2012/13 він забив чотири голи та допоміг команді зберегти місце у Суперлізі. Пізніше став рідше з'являтися на полі, часто залишалися на лавці.
У січні 2015 року за домовленістю сторін він покинув «Оденсе» і повернувся до Австрії, ставши гравцем «Альтаха», де грав до кінця сезону 2014/15. У липні 2015 року він підписав дворічний контракт зі шотландським «Данді Юнайтед», але не зміг закріпитися і в січні 2016 року був виставлений на трансфер, але нікуди не перейшов і в травні того ж року розірвав контракт з клубом.
У 2016 році підписав контракт з пермським «Амкаром». За клуб провів 46 матчів, забив 6 голів, а після розформування пермського клубу підписав контракт з іншою російською командою «Єнісей» терміном на два роки.
У лютому 2019 року він підписав дворічний контракт з білоруським клубом «Шахтар» (Солігорськ). Станом на 10 квітня 2020 року відіграв за солігорських «гірників» 17 матчів в національному чемпіонаті.

## Виступи за збірні
2007 року дебютував у складі юнацької збірної Хорватії (U-19), загалом на юнацькому рівні взяв участь у 8 іграх, відзначившись 2 забитими голами.
11 лютого 2009 року він зіграв свій єдиний матч у складі молодіжної збірної Хорватії в товариській грі проти Македонії (1:1).

## Досягнення
- Бронзовий призер чемпіонату Нідерландів: 2008/09
- Бронзовий призер чемпіонату Австрії: 2014/15
- Володар Кубка Білорусі: 2018/19
- Чемпіон Білорусі: 2020

## Особисте життя
Старший брат Дарко, Драган Бодул, який на 14 років старший, також був футболістом. Драган почав кар'єру в хорватському клубі «Хрватскі Драговоляц», а потім виступав тільки за різні австрійські команди, такі як «Маттерсбург», «Капфенберг» та інші. З 2008 року Драган виступав за клуб «Уніон» з міста Ардаггер, а потім у віці 34 років завершив кар'єру і став футбольним агентом Дарко.
Незважаючи на те, що Бодул грав за збірні Хорватії, він заявив, що він відкликав свій хорватський паспорт та має австрійське громадянство.